# Різець (інструмент)

Елементи робочої частини токарного різця: 1 - передня поверхня, 2 - головна різальна кромка, 3 - допоміжна різальна кромка, 4 - головна задня поверхня, 5 - допоміжна задня поверхня, 6 - вершина.

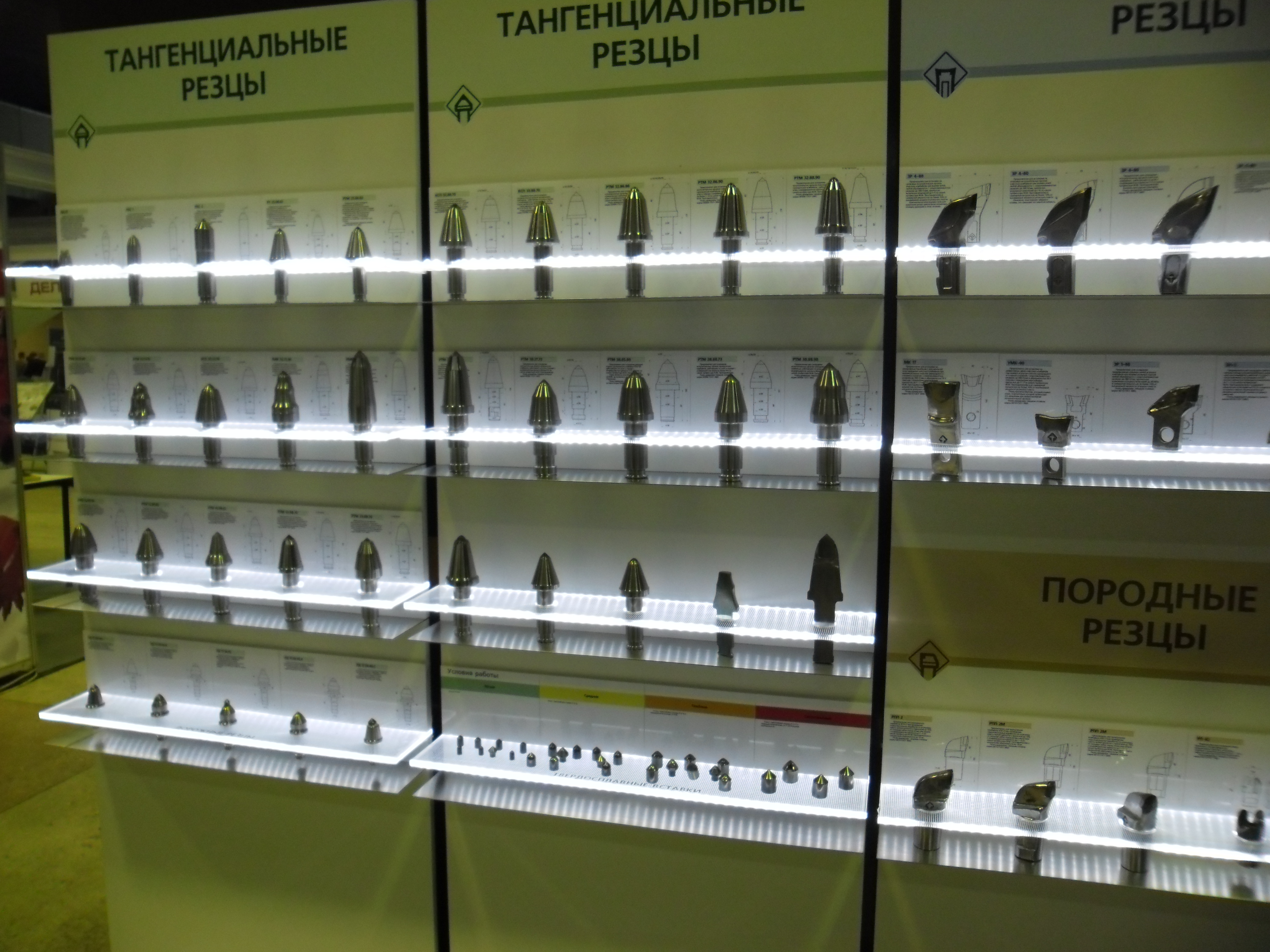
Різці

Різець — різальний інструмент, звичайно клиноподібний, призначений для обробки твердих матеріалів на токарних, стругальних та довбальних верстатах. Обробка здійснюється заглибленням ріжучої кромки в поверхню тіла заготовки деталі з одночасним рухом різця відносно поверхні заготовки та зніманням стружки.

## Типи різців за верстатом

### Токарні різці по металу

#### Конструкція токарних різців по металу
Токарний різець складається з двох частин: робочої, яка знімає стружку, і держака, призначеного для закріплення різця в різцетримачі верстату. До елементів робочої частини належать передня поверхня 1, якою сходить стружка, головна 4 і допоміжна 5 задні поверхні, головне 2 і допоміжне 3 різальні ребра та вершина різця 6.
Робоча частина може бути монолітною з держаком, або виконана як окрема складова з більш твердого, в порівнянні з держаком, матеріалу. В останньому випадку робоча частина виконується у формі пластини спеціальної форми, яка кріпиться до держака паянням або механічно.

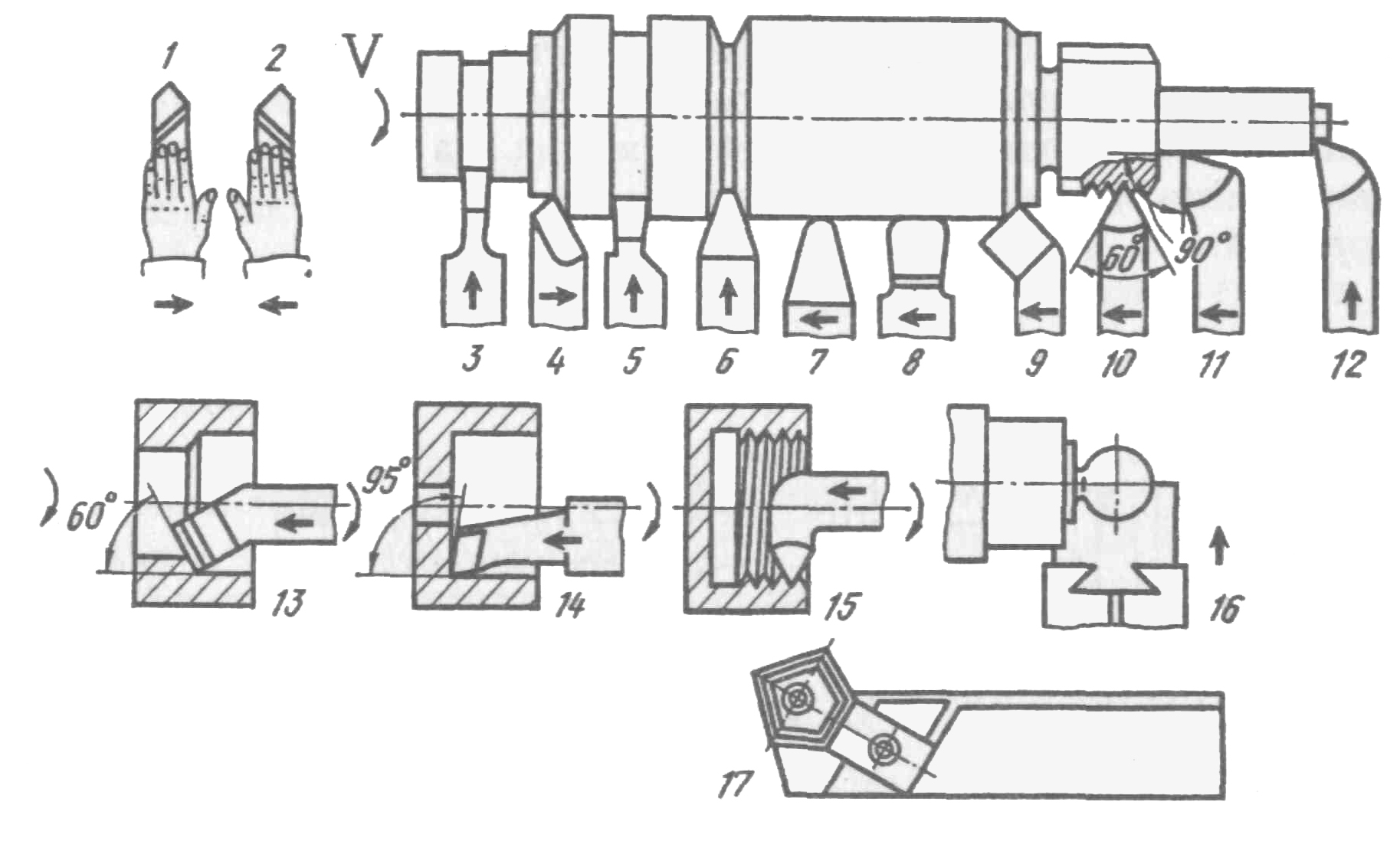
Типи токарних різців; 1 і 2 — відповідно ліві і праві різці; 4, 6, 7 — прямі різці; 9, 13 — відігнуті; 3, 5 — відрізні з витягнутою голівкою; 4, 7, 8, 9 — прохідні; 11 — прохідний упорний; 12 — підрізний; 13, 14 — розточні; 16 — фасонний; 10, 15 — для нарізання різби, зовнішньої і внутрішньої відповідно

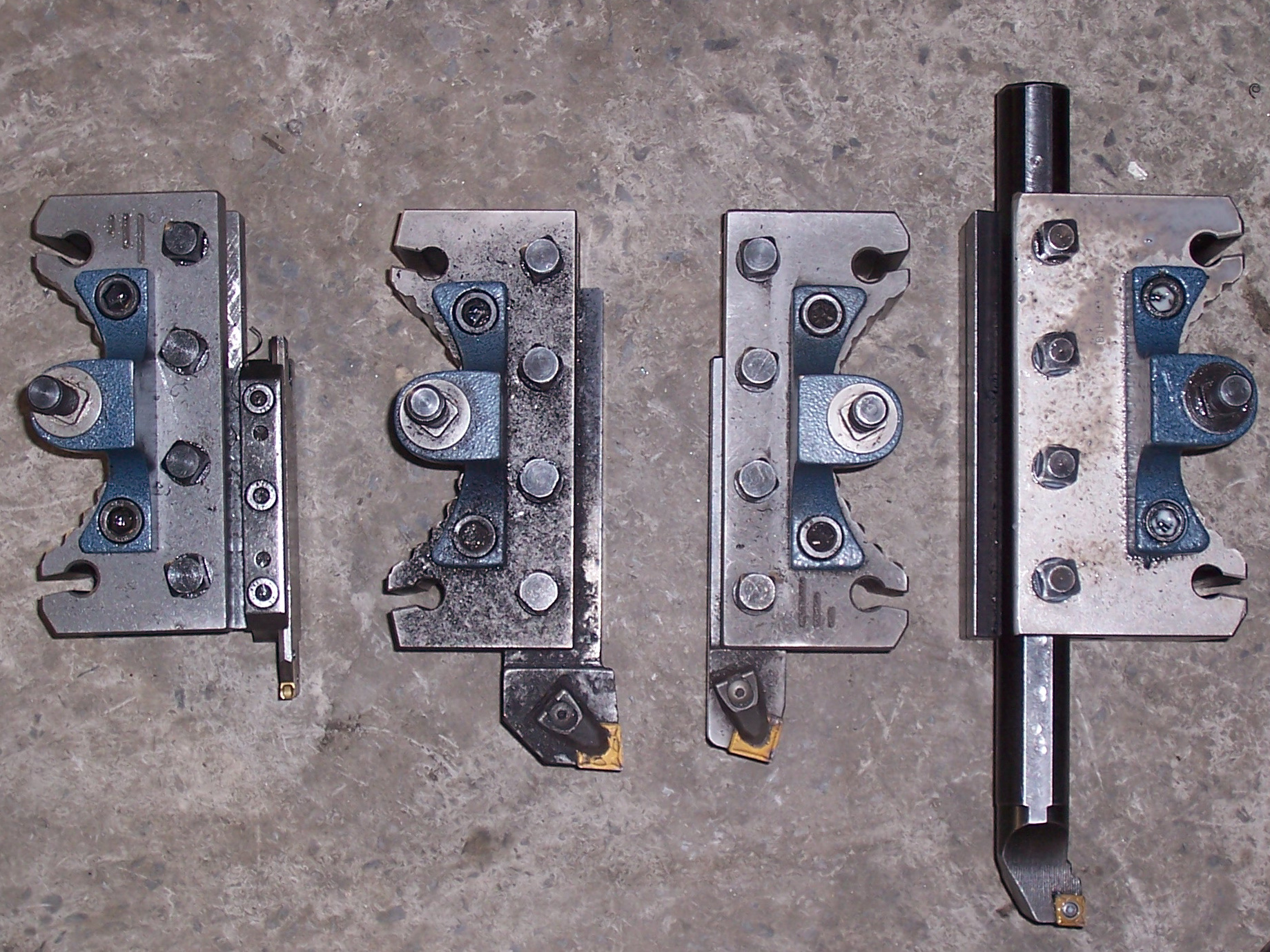
Токарні різці зі змінними твердосплавними пластинами разом із різцетримачами. Зліва направо — відрізний, правий прохідний упорний, правий прохідний з від'ємним кутом у плані φ (для чорнової обробки), розточний

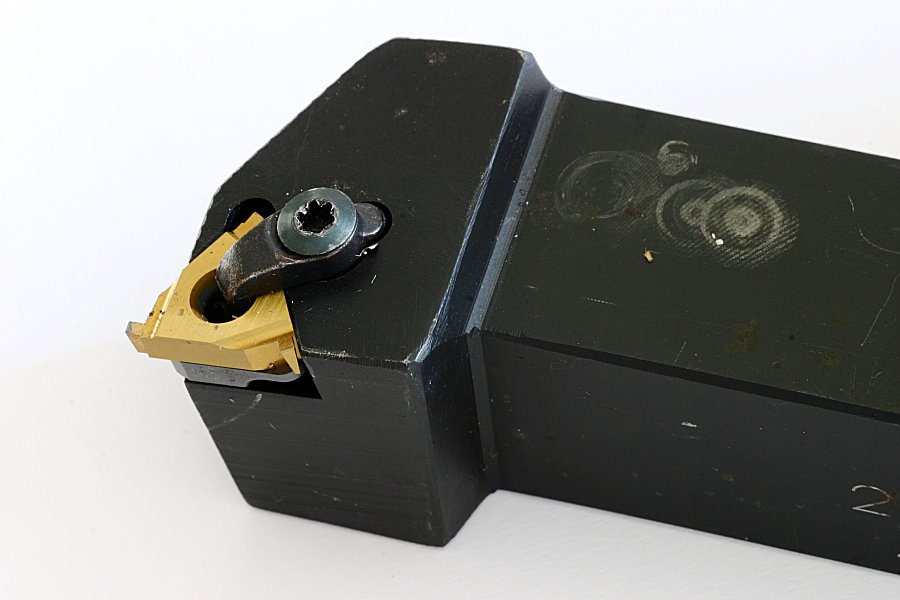
Токарний різець з механічним кріпленням пластин

#### Типи токарних різців по металу
Залежно від форми робочої частини (головки) різця, її положення щодо стрижня і розташування головної різальної крайки, різці підрозділяються на праві і ліві, прямі, відігнуті і різці з відтягнутою головкою.
За призначенням різці підрозділяються на прохідні і прохідні упорні, застосовувані при обробці зовнішніх поверхонь тіл обертання, підрізні, використовувані при обробці торцевих поверхонь, відрізні, призначені для розрізування заготовок або відрізання готової деталі від заготовки. Якщо відрізний різець при своєму переміщенні не доведений до осі, то на деталі буде утворена канавка.
Розточувальні різці застосовуються для розточування в заготовці відповідно наскрізних і глухих отворів.
Фасонні різці мають спеціально спрофільовану різальну крайку, профіль якої копіюється на оброблюваній заготовці. Як один з різновидів фасонних різців можна назвати різьбові різці для нарізування зовнішньої і внутрішньої різьб.
Залежно від необхідної шорсткості обробленої поверхні застосовують чорнові і чистові різці. Чистові різці можуть мати великий радіус закруглення вершини різця, чистову різальну крайку або широке різальне лезо.

#### Матеріали токарних різців по металу та режими різання
Вибір матеріалу твердосплавних пластин визначається умовами застосування і видом оброблюваного матеріалу. Нижче наведені призначення та орієнтовні режими різання для популярних матеріалів пластин. Швидкість зазначена для чистової обробки конструкційної сталі при подачі 0.1-0.3 мм/оборот, при чорновій обробці подача має бути збільшена в 3-4 рази, швидкість зменшена в 1.5 рази.
| Матеріал | Застосування                                                | Швидкість різання (м/хв) |
| -------- | ----------------------------------------------------------- | ------------------------ |
| Р9, Р12  |                                                             | 35—45                    |
| ВК8      | для обробки чавуну і нержавіючої сталі                      | 80—100                   |
| Т5К10    | для первинного обдирання та при роботі на удар              | 100—140                  |
| Т15К6    | для інтенсивних робіт з високими температурними показниками | 150—200                  |

## Будова різців

### Кромки та поверхні
Основну роботу, пов'язану зі зняттям припуску, виконує головне лезо, що складається з головної різальної крайки і пов'язаного з нею контактного майданчика (заштрихованого) на передній поверхні й контактного майданчика (заштрихованого) на задній поверхні. За довжиною головне лезо завжди більше допоміжного.
Ріжучі крайки і контактні поверхні, що примикають до них, на передній і задній поверхнях у сукупності і утворюють лезо. Переборюючи опір, лезо урізається в метал заготовки й за напрямком робочого руху зрізує з неї шар металу, перетворюючи його на стружку. На всіх інструментах леза в поперечному перерізі мають форму клина, з одного боку обмеженої передньою, а з іншого боку — задньою поверхнею.
Положення передніх і задніх поверхонь, головних і допоміжних ріжучих крайок, що утворюють ріжучі елементи, координуються щодо корпуса інструмента системою кутових розмірів — геометричними параметрами. Конкретні числові значення геометричних параметрів проставляються на робочих кресленнях інструментів таким чином, щоб за ними можна було, по-перше, виготовити ріжучі елементи завданої форми й, по-друге, перевірити точність виготовлення всіх кутів універсальними або спеціальними контрольно-вимірювальними інструментами й приладами.

## Інші використання різців

### Різальний інструмент у гірництві
Питома витрата ріжучого інструменту – кількість різців та ножів гірничої машини, використаних на руйнування 1 м³ гірської породи чи на 1 м² площі виймання.

Наждак для заточування різців